# مركز فورميلو الرياضى
مركز نادي لاتسيو للتدريب (بالإيطالية: Centro Sportivo di Formello)‏ هو ملعب تدريب نادي لاتسيو. يقع على السطح الخارجي لقرية فورميلو في مقاطعة روما. بتكليف من الرئيس سيرجيو كراجنوتي، تم بناء المنشأة في الأعوام 1995-1997. بدأت الأعمال في عام 1995 وتم بناؤه في غضون عامين فقط، و في أبريل 1997، بدأ النادي التدريب في فورميلو.

## الوصف
يمتد المركز الرياضي الذي يضم فريق لاتسيو على مساحة 40 هكتارًا ويضم ملعبًا رئيسيًا حيث يتم تدريب الفريق الأول ويستضيف مباريات فريق لاتسيو بريمافيرا على أرضه؛ تم تسمية هذا المكان في عام 2012 تخليداً لذكرى ميركو فيرسيني، لاعب كرة قدم صغير، اختفى في حادث طريق كبير في أبريل من نفس العام.
يوجد أيضًا مكتب تحرير مجلة لاتسيو ستايل 1900 الرسمية في المركز الرياضي، بالإضافة إلى استوديوهات التلفزيون والإذاعة المستقبلية التي يتم من خلالها برمجة قناة لاتسيو ستايل وراديو لاتسيو ستايل.